# 沢口村
沢口村（さわぐちむら）は秋田県北秋田郡にあった村。現在の北秋田市中心部の南側一帯、米代川左岸、大館能代空港周辺にあたる。

## 地理
- 山：鉢巻山、石倉森
- 河川：米代川、小猿部川

## 歴史
- 1889年（明治22年）4月1日 - 町村制の施行により、中屋敷村、脇神村、小森村の区域をもって発足。
- 1955年（昭和30年）4月1日 - 鷹巣町・栄村・坊沢村・七座村と合併し、改めて鷹巣町が発足。同日沢口村廃止。

## 交通

### 鉄道路線
現在は旧村域に秋田内陸縦貫鉄道秋田内陸線の縄文小ヶ田駅が所在するが、当時は未開業。

### 道路
- 阿仁街道（現・国道105号）